# Little John

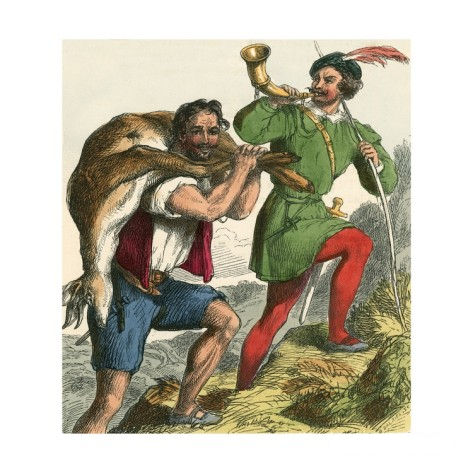
Little John junto a Robin Hood.
Acuarela de John Frederick Tayler,.

Little John (en español, Pequeño Juan o Juanito) fue el legendario compañero forajido de Robin Hood. La leyenda afirma que era el teniente en jefe de este último, y su segundo al mando del grupo de bandidos. El sobrenombre "pequeño" está utilizado irónicamente, ya que se le suele caracterizar como un gigante guerrero de los bosques británicos, habilidoso tanto con el bastón como con el arco.

## Historia
Little John aparece en los primeros escritos y baladas sobre Robin Hood, y en las referencias más tempranas de la leyenda, correspondientes a las menciones realizadas por Andrew de Wyntoun hacia 1420, y de Walter Bower en 1440, ninguno de los cuales se refieren a cualquier otro de los forajidos de la banda de Robin. En los primeros cuentos, Little John se le caracteriza inteligente y muy capaz. En A Gest of Robyn Hode, John captura a Robin, y cuando este último decide pagar la hipoteca del caballero para él, John decide acompañarlo como un siervo.  En Robin Hood's Death, una de las Child Ballads, Robin solo toma a John como acompañante. En la balada del siglo XV que comúnmente se le llama Robin Hood and the Monk, John abandona furioso a Robin luego de una disputa con él. Cuando Robin es capturado, es John el que planea el rescate de su líder. En agradecimiento, Robin le ofrece el liderazgo de la banda, pero John se niega. Representaciones posteriores de Little John lo retratan como menos astucia.
Las primeras baladas no cuentan el origen de este personaje, pero de acuerdo a una correspondiente al siglo XVII, era un hombre gigante (por lo menos de siete pies de altura), y se presentó al tratar de evitar que Robin cruzara un estrecho puente, por lo que terminan luchando con bastones, ganando finalmente John. A pesar de haber ganado el duelo, John aceptó unirse a su banda y luchar junto a él. Luego fue llamado Little John en referencia caprichosa a su tamaño. Es en una obra de teatro donde su nombre y apellido son invertidos, siendo repetida esta escena innumerables veces en cine cine y televisión, aunque en filmes modernos, es John el que suele perder el duelo frente a Robin.
Partiendo de las baladas tradicionales, Little John suele ser el único presente al fallecer Robin.

### ¿Personaje histórico?

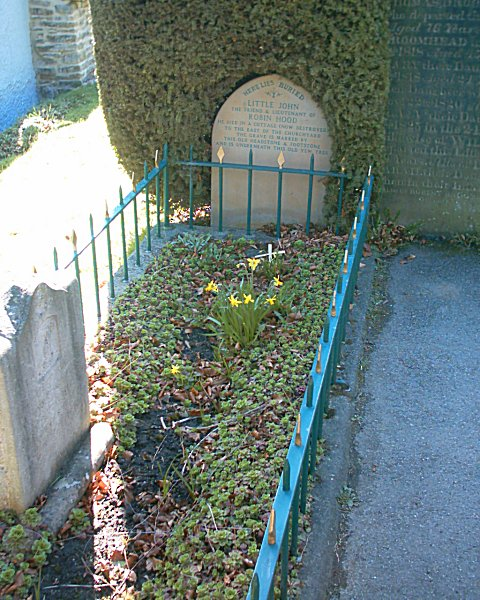
"Tumba" de Little John en el cementerio St. Michael, Hathersage, Derbyshire.

A pesar de la falta de evidencia histórica sobre su existencia, Little John "posee" una tumba con su nombre en un cementerio en el pueblo de Hathersage, Derbyshire. Una moderna lápida marca la supuesta ubicación de su tumba, que se encuentra bajo un antiguo tejo. Esta tumba fue propiedad de la familia Nailor (Naylor), una variación de "Nailer", apellido que se le suele dar a John.
En Dublín, hay una leyenda local que sugiere que Little John visitó la ciudad alrededor del siglo XII, y tal vez incluso fue colgado allí.
Little John fue también una figura importantes en las obras teatrales sobre Robin Hood realizadas entre los siglos XV y XVII, en particular en la zona de Escocia.
Hay muchos personajes históricos llamados Little John y John Little, pero es discutible que, en este caso, sean la inspiración del legendario personaje.

## Interpretaciones

### Cine
- Alan Hale, Sr. interpretó a Little John en tres películas: Robin Hood (1922), The Adventures of Robin Hood (1938) y Rogues of Sherwood Forest (1950).

- Phil Harris (voz) en Robin Hood (1973).

- Nicol Williamson en Robin and Marian (1976).

- David Morrissey en Robin Hood (1991).

- Nick Brimble en Robin Hood: Prince of Thieves (1991).

- Eric Allan Kramer en Robin Hood: Men in Tights (1993).

- Kevin Durand en Robin Hood (2010). En esta interpretación posee la diferencia de ser un soldado escocés proveniente de las Cruzadas y se enfrenta a Robin debido a una apuesta perdida, para luego unirse a sus hombres.

- Jamie Foxx en Robin Hood (2018).[5]

### Televisión
- Archie Duncan en la serie The Adventures of Robin Hood de la década de 1950.

- Clive Mantle en la serie de HTV Robin of Sherwood de la década de 1980.

- Gordon Kennedy en la serie de BBC Robin Hood de la década de 2010.

## Otros usos
"Little John" se utiliza como expresión de cariño, por lo general denota la bondad, la compasión, la empatía y un cierto nivel de optimismo, en personas que se les hace difícil ello. También funciona como un nombre irónico en este caso, debido a que John es físicamente enorme.